# Höhscheid
Höhscheid är en stadsdel i Solingen. Höhscheid ligger i södra delen av staden och gränsar till Leichlingen. Höhscheid blev stad 1856 och 1929 gick Höhscheid, tillsammans med städerna Wald, Gräfrath und Ohligs, upp i och blev delar av Solingen.